# Mamba (transporter opancerzony)
Mamba – południowoafrykański transporter opancerzony bazujący na pojeździe Unimog. V-kształtny kadłub chroni załogę przed minami przeciwpancernymi, rozpraszając wybuch. Mamba jest produkowana przez Land Systems OMC, część firmy BAE Systems.